# Buków (Lubomia)
Buków (deutsch Bukau) ist ein Dorf der Landgemeinde Lubomia im Powiat Wodzisławski der Woiwodschaft Schlesien in Polen.

## Sehenswürdigkeiten
- Die Kapelle St. Maria Rosenkranz (Kaplica Matki Boskiej Różańcowej)  ist eine 1770 gebaute Schrotholzkapelle mit einer Flachdecke. Das schindelgedeckte Walmdach trägt einen Dachreiter.[1]

- Die römisch-katholische Kirche Gottesmutter der immerwährenden Hilfe (Kościół Matki Boskiej Nieustającej Pomocy) ist ein eklektizistischer Bau, der von 1931 bis 1933 errichtet wurde. Das Gemälde in der Apsis malte Ludwik Konarzewski der Ältere.

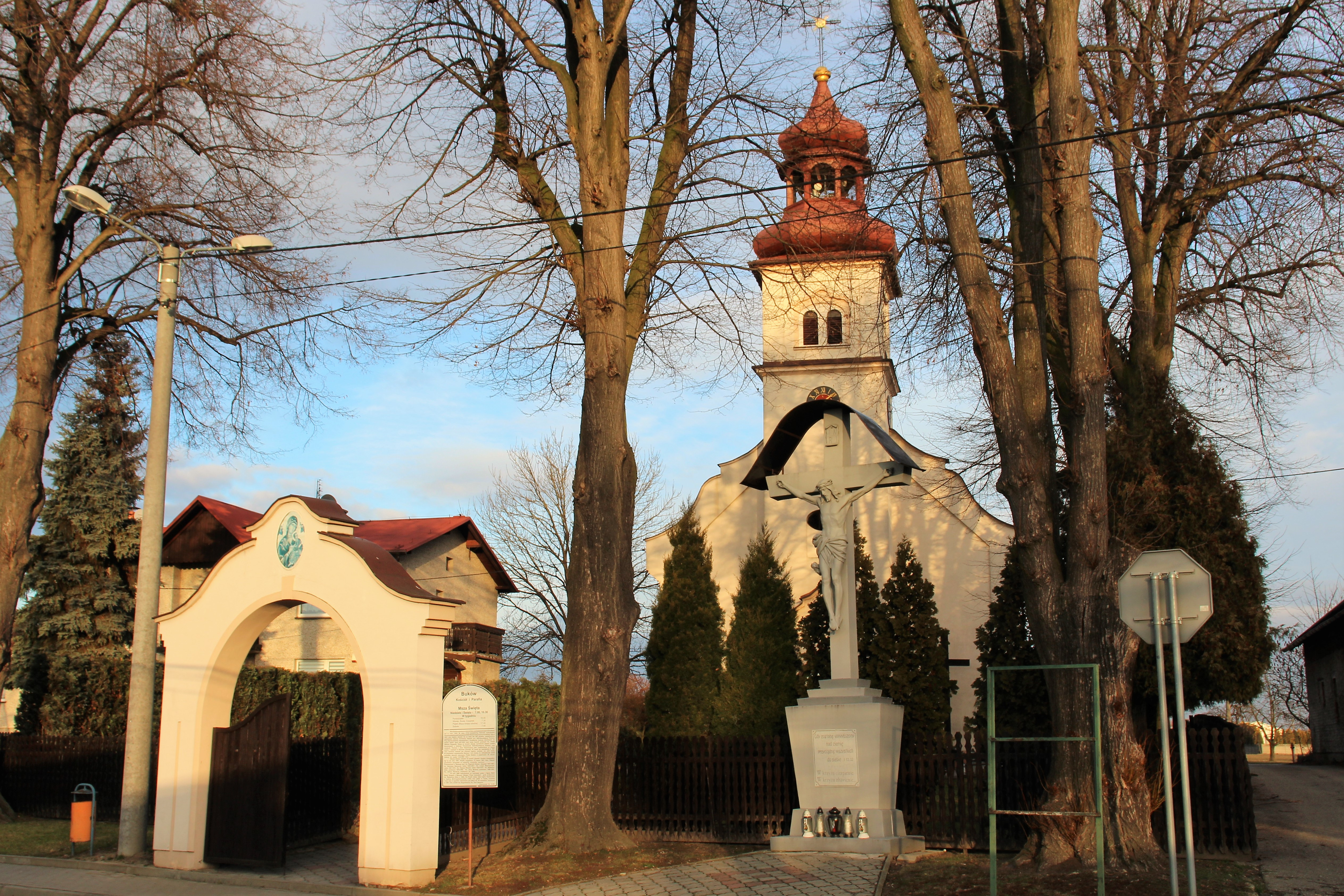
Kirche St. Mariahilf
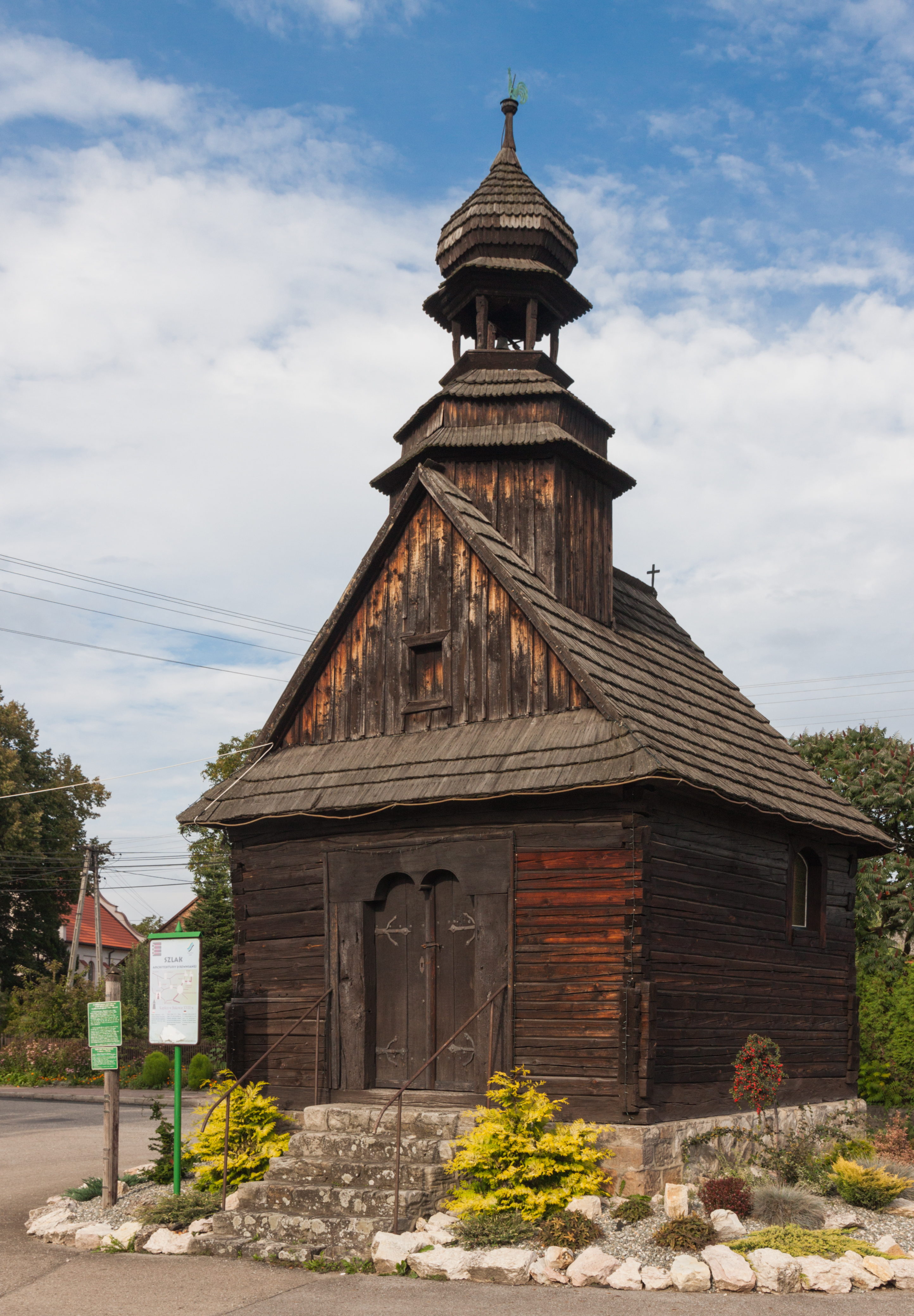
Kapelle St. Maria Rosenkranz
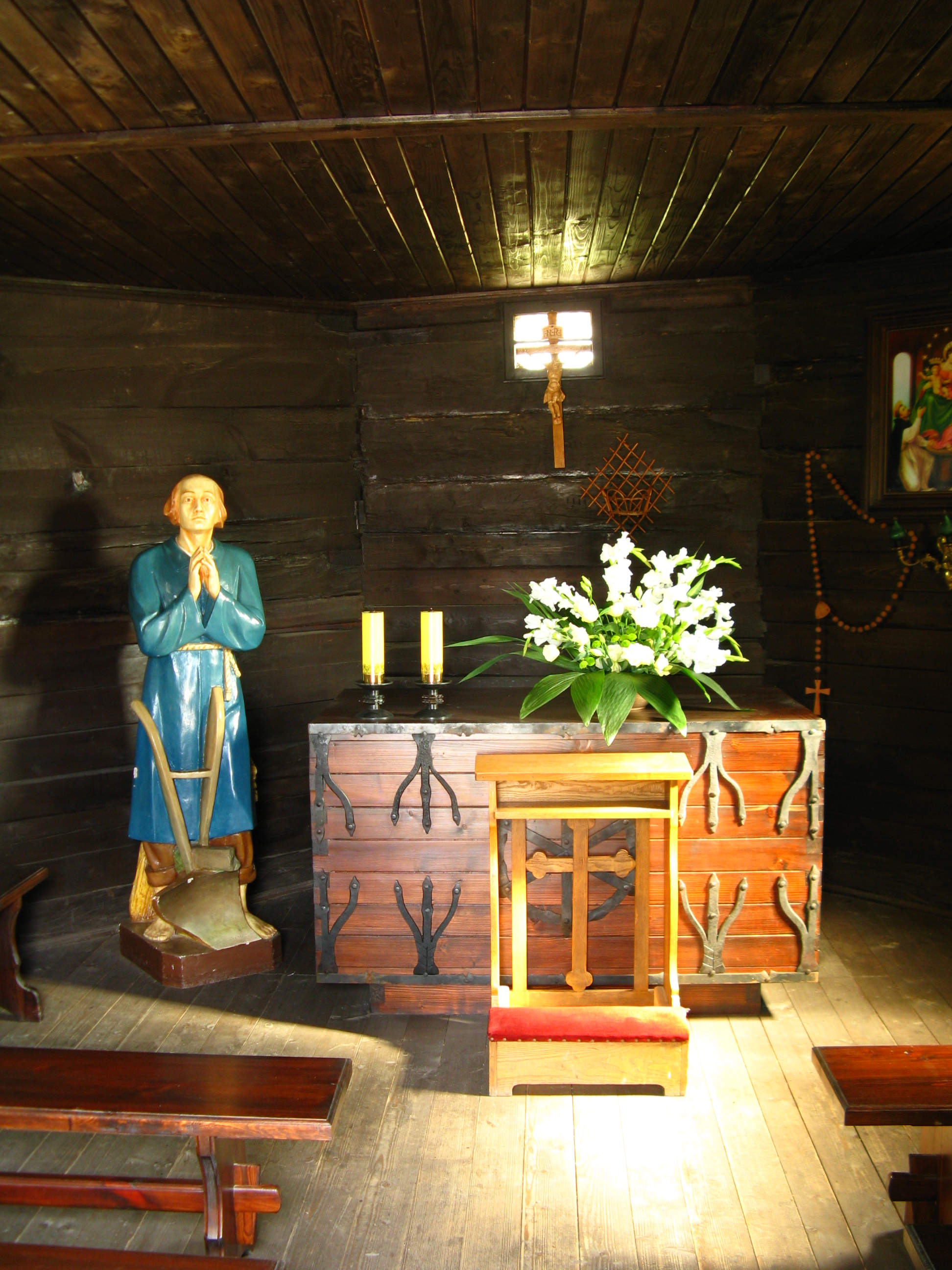
Inneres der Kapelle